# Lobsang Namgyal
Lobsang Namgyal (1894 - 11 juni 1945) was het twaalfde Tibetaans staatsorakel, ook Orakel van Nechung genoemd. Het klooster van Nechung was verbonden aan het klooster van Drepung.

## Levensloop
In 1935 was Namgyal junior functionaris in het bureau van Shö, een dorp onderaan de voet van het Potalapaleis. In dat jaar volgde hij Lobsang Sönam op als Tibetaans staatsorakel en kreeg hij de titel Ta Lama. In deze functie werd hij door hoge regeringsfunctionarissen uit Lhasa geraadpleegd over verschillende staatszaken.
Hij bleef aan als staatsorakel, tot zijn dood in 1945. Tegenover Britse functionarissen had hij verschillende malen aangegeven te willen aftreden, omdat het ambt te zwaar voor hem zou zijn geweest.
Hij werd opgevolgd door Lobsang Jigme.